# Vega Cercada
Vega Cercada är en ort i Mexiko.   Den ligger i kommunen Pánuco och delstaten Veracruz, i den östra delen av landet, 300 km norr om huvudstaden Mexico City. Vega Cercada ligger 11 meter över havet och antalet invånare är 430.
Terrängen runt Vega Cercada är mycket platt. Runt Vega Cercada är det ganska glesbefolkat, med 32 invånare per kvadratkilometer. Närmaste större samhälle är Pánuco, 11,5 km öster om Vega Cercada. Trakten runt Vega Cercada består till största delen av jordbruksmark.